# Saison 1 de Dead Like Me
Chronologie
Saison 2
Cet article présente le guide des épisodes de la première saison de la série télévisée américaine Dead Like Me.

## Distribution
- Ellen Muth (VF : Véronique Picciotto) : Georgia « George » Lass
- Mandy Patinkin (VF : Daniel Beretta) : Reuben « Rube » John Sofer
- Callum Blue (VF : Vincent Ropion) : Mason
- Laura Harris (VF : Laëtitia Godès) : Daisy Adair
- Jasmine Guy (VF : Sophie Riffont) : Roxanne « Roxy » Harvey
- Rebecca Gayheart : Betty Rhomer (épisodes 1, 2, 3 et 5)
- Cynthia Stevenson (VF : Véronique Rivière) : Joy Lass
- Greg Kean (VF : Éric Legrand) : Clancy Lass
- Britt McKillip (VF : Chantal Baroin) : Reggie Lass

## Épisodes

### Épisode 1:Il était une fois George
- États-Unis : 27 juin 2003 sur Showtime
- France : 13 février 2004 sur Jimmy / 25 mars 2008 sur France 4
- Suisse : 3 mai 2008 sur TSR1

- David Lewis (Dave Romain)
- Rebecca Gayheart (Betty)
- Blu Mankuma (Duane)
- Jodelle Ferland (Kristi)
- Deb Podowski (Becky)
- Art Kitching (Tom)
- Brad Sihvon (Brett)
- Reg Tupper (Ray)
- Christine Willes (Delores Saper)
- Willie McDonald (Doug)
- David Kaye (Brad)
- John Shaw (Byron)
- Carin Moffat (Brenda)

### Épisode 2:Apprentie faucheuse d'âmes
- États-Unis : 4 juillet 2003 sur Showtime
- France : 13 février 2004 sur Jimmy / 25 mars 2008 sur France 4

- Rebecca Gayheart (Betty)
- Christine Willes (Delores Saper)

### Épisode 3:Retour à la maison
- États-Unis : 11 juillet 2003 sur Showtime
- France : 20 février 2004 sur Jimmy / 1er avril 2008 sur France 4

- Rebecca Gayheart (Betty)
- Christine Willes (Delores Saper)

### Épisode 4:Combattre le destin
- États-Unis : 18 juillet 2003 sur Showtime
- France : 20 février 2004 sur Jimmy / 1er avril 2008 sur France 4

- Bert Hanlon (P.J. Monroe)
- Christine Willes (Delores Saper)
- Crystal Dahl (Crystal)

### Épisode 5:Embrouillamini chez les faucheurs
- États-Unis : 25 juillet 2003 sur Showtime
- France : 27 février 2004 sur Jimmy / 8 avril 2008 sur France 4

- Rebecca Gayheart (Betty)
- Gary Jones (Chuck)
- Daniel Bacon (Michael)
- Christine Willes (Delores Saper)
- Terence Kelly (Patrick Cassidy)
- Crystal Dahl (Crystal)

### Épisode 6:Un espace à soi
- États-Unis : 1er août 2003 sur Showtime
- France : 27 février 2004 sur Jimmy / 8 avril 2008 sur France 4

- Leslie Jones (Karen)
- Daniel Bacon (Michael)
- Jada Stark (Sally)
- Christine Willes (Dolores Saper)
- Deanne Henry (Casey)
- Lorena Gale (Dr Janice Hanson)
- Talia Ranger (George - enfant)

### Épisode 7:La Petite Voix
- États-Unis : 8 août 2003 sur Showtime
- France : 5 mars 2004 sur Jimmy / 15 avril 2008 sur France 4

- Tygh Runyan (Ronnie)
- Malcolm Stewart (Dr Pressman)
- Christine Willes (Dolores Saper)
- Tegan Moss (Fiona)

### Épisode 8:Du rififi en cuisine
- États-Unis : 15 août 2003 sur Showtime
- France : 5 mars 2004 sur Jimmy / 15 avril 2008 sur France 4

- John Kapelos (Angus)
- Christine Willes (Delores Saper)

### Épisode 9:Les Dimanches matin
- États-Unis : 22 août 2003 sur Showtime
- France : 12 mars 2004 sur Jimmy / 22 avril 2008 sur France 4

- Andrea Joy Cook (Charlotte)
- Kevin Durand (Chuck)
- Christine Willes (Delores Saper)

### Épisode 10:Un air d'inachevé
- États-Unis : 29 août 2003 sur Showtime
- France : 12 mars 2004 sur Jimmy / 22 avril 2008 sur France 4

- Haig Sutherland (Matthew Hourihan)
- Christine Willes (Delores Saper)

)

### Épisode 11:La vie est pleine de surprises
- États-Unis : 5 septembre 2003 sur Showtime
- France : 19 mars 2004 sur Jimmy / 29 avril 2008 sur France 4

- Christine Willes (Delores Saper)
- Sarah Lind (Stéphanie)
- Justin Stillwell (Josh)
- James Ashcroft (Phil)

### Épisode 12:Oiseaux de nuit
- États-Unis : 12 septembre 2003 sur Showtime
- France : 19 mars 2004 sur Jimmy / 29 avril 2008 sur France 4

- Patricia Idlette (Tiffany)

### Épisode 13:Dernières Pensées
- États-Unis : 19 septembre 2003 sur Showtime
- France : 26 mars 2004 sur Jimmy / 6 mai 2008 sur France 4

- Talia Ranger (George - enfant)
- Patricia Idlette (Tiffany)
- Crystal Dahl (Crystal)

### Épisode 14:Repose en paix
- États-Unis : 26 septembre 2003 sur Showtime
- France : 26 mars 2004 sur Jimmy / 6 mai 2008 sur France 4

- Jay Brazeau (Dr Levy)
- Harold Perrineau (Aroun Levert)
- Christine Willes (Delores Saper)
- Patricia Idlette (Tiffany)
- Crystal Dahl (Crystal)
- Ali Liebert (Marcie)
- Sonia Salooma (Sandy)